# 梅什金
57°47′N 38°27′E / 57.783°N 38.450°E
梅什金（俄语：Мы́шкин，市名的詞根是「老鼠」的意思）是俄羅斯雅羅斯拉夫爾州西部的一個城市，位於伏爾加河左岸，距州府雅羅斯拉夫爾85公里。2002年人口6,076人。
1777年建市，1927年被撤，1992年再建市。